# 데드 오어 얼라이브 6
《데드 오어 얼라이브 6》(Dead or Alive 6, DOA6)는 팀 닌자가 개발하고 코에이 테크모가 배급한 데드 오어 얼라이브 시리즈의 게임의 하나로서, 데드 오어 얼라이브 5의 후속작이다. 이 게임은 2019년 3월 1일 마이크로소프트 윈도우, 플레이스테이션 4, 엑스박스 원용으로 출시되었다. DOA6는 정제된 게임플레이, 배틀 아레나, 초보자에게 친숙한 튜토리얼, 온라인 모드 등의 면에서 좋은 평가를 받았다.

## 게임플레이
새로운 기능으로는 슬로 모션 순간, 전투 중 파이터에게 보이는 데미지가 포함되며 데드 오어 얼라이브 5의 땀 효과가 그대로 유지되었다. 데드 오어 얼라이브 6는 또한 시리즈 최초로 의상 커스터마이즈 모드를 제공한다. 게임에는 사용자가 조정하거나 옵션에서 끌 수 있는 피 효과와 새로운 폭력 물리 효과를 추가하고 있다.
이 게임은 새로운 사용자들이 더 쉽게 접근할 수 있도록 고안되었다.

## 평가
리뷰 애그리게이터 메타크리틱에 따르면 데드 오어 얼라이브 6는 윈도우, 플레이스테이션 4 버전에 대해서는 엇갈린 평가를 받았으며 엑스박스, 엑스박스 원 버전에 대해서는 대체적으로 호의적인 평가를 받았다.